# Zelimkhan Yaqub
Zelimkhan Yaqub (en àzeri: Zəlimxan Yaqub; Municipalitat de Bolnisi, RSS de Geòrgia, Unió Soviètica, 21 de gener de 1950 - Bakú, Azerbaidjan, 9 de gener de 2016) fou un poeta àzeri nascut en un lloc de Geòrgia poblat per la minoria àzeri. Fou diputat de l'Assemblea Nacional de l'Azerbaidjan entre 1995 i 2005. El 2005 fou honorat com a "poeta nacional" de l'Azerbaidjan. Morí a l'edat de 65 anys.